# كانون 500 دي
كانون 500 دي (بالإنجليزية: Canon EOS 500D) هي كاميرا احترافية أنتجتها شركة كانون في مايو 2009.

## مواصفاتها
- حساس CMOS بقوة 15.1 ميجا بيكسل

## وصلات خارجية
- صفحة الكاميرا على موقع كانون
- Canon EOS 500D in the UK نسخة محفوظة 13 فبراير 2012 على موقع واي باك مشين.